# КК Задар
КК Задар је хрватски кошаркашки клуб из Задра. Тренутно се такмичи у Премијер лиги Хрватске и Јадранској лиги. Од септембра 2008. клуб утакмице као домаћин игра у дворани Крешимир Ћосић на Вишњику, а пре тога их је играо у дворани у Јазинама.

## Успеси

### Национални
- Првенство Југославије:
  - Првак (6): 1964/65, 1966/67, 1967/68, 1973/74, 1974/75, 1985/86.
  - Вицепрвак (3): 1945/46, 1946/47, 1963/64.
- Куп Југославије:
  - Победник (1): 1970.
  - Финалиста (1): 1979.
- Првенство Хрватске:
  - Првак (6): 2004/05, 2007/08, 2020/21, 2022/23, 2023/24, 2024/25.
  - Вицепрвак (12): 1991/92, 1997/98, 1998/99, 1999/00, 2001/02, 2003/04, 2005/06, 2006/07, 2008/09, 2009/10, 2012/13, 2021/22.
- Куп Хрватске:
  - Победник (9): 1998, 2000, 2003, 2005, 2006, 2007, 2020, 2021, 2024.
  - Финалиста (7): 1993, 2001, 2002, 2004, 2011, 2015, 2016.

### Међународни
- Јадранска лига:
  - Победник (1): 2002/03.

## Учинак у претходним сезонама
| Сез.     | Првенство Хрватске | Куп Хрватске | Регионално такмичење                   | Европско такмичење |
| -------- | ------------------ | ------------ | -------------------------------------- | ------------------ |
| 2011/12. | Полуфинале ПО      | Полуфинале   | —                                      | —                  |
| 2012/13. | Вицепрвак          | Полуфинале   | Јадранска лига — 12. место             | —                  |
| 2013/14. | Полуфинале ПО      | Полуфинале   | Јадранска лига — 13. место             | —                  |
| 2014/15. | Полуфинале ПО      | Финалиста    | Јадранска лига — 8. место              | —                  |
| 2015/16. | Полуфинале ПО      | Финалиста    | Јадранска лига — 6. место              | —                  |
| 2016/17. | Четвртфинале ПО    | Полуфинале   | Јадранска лига — 12. место             | —                  |
| 2017/18. | Полуфинале ПО      | Полуфинале   | Јадранска лига — 6. место              | —                  |
| 2018/19. | Полуфинале ПО      | Полуфинале   | Јадранска лига — 11. место             | —                  |
| 2018/19. | Полуфинале ПО      | Полуфинале   | Суперкуп Јадранске лиге — Четвртфинале | —                  |
| 2019/20. | прекинуто          | Победник     | Јадранска лига (прекинуто)             | —                  |
| 2020/21. | Првак              | Победник     | Јадранска лига — 10. место             | —                  |
| 2021/22. | Вицепрвак          | Полуфинале   | Јадранска лига — 12. место             | —                  |
| 2022/23. | Првак              | Четвртфинале | Јадранска лига — Четвртфинале ПО       | —                  |
| 2023/24. | Првак              | Победник     | Јадранска лига — Четвртфинале ПО       | —                  |
| 2023/24. | Првак              | Победник     | Суперкуп Јадранске лиге — 6. место     | —                  |
| 2024/25. | Првак              | Четвртфинале | Јадранска лига                         | —                  |

## Познатији играчи
| - Марко Банић - Миро Билан - Дејан Бодирога - Јосип Вранковић - Стојко Вранковић - Тодор Гечевски - Алан Грегов - Аријан Комазец - Јусуф Нуркић - Марко Поповић | - Дино Рађа - Тулио Роклицер - Бранко Скроче - Јосип Собин - Рок Стипчевић - Иван Сунара - Александар Трифуновић - Крешимир Ћосић - Марко Шутало |

## Познатији тренери
- Владе Ђуровић
- Александар Петровић
- Змаго Сагадин
- Драган Шакота